# Omarmoskee (Bosra)

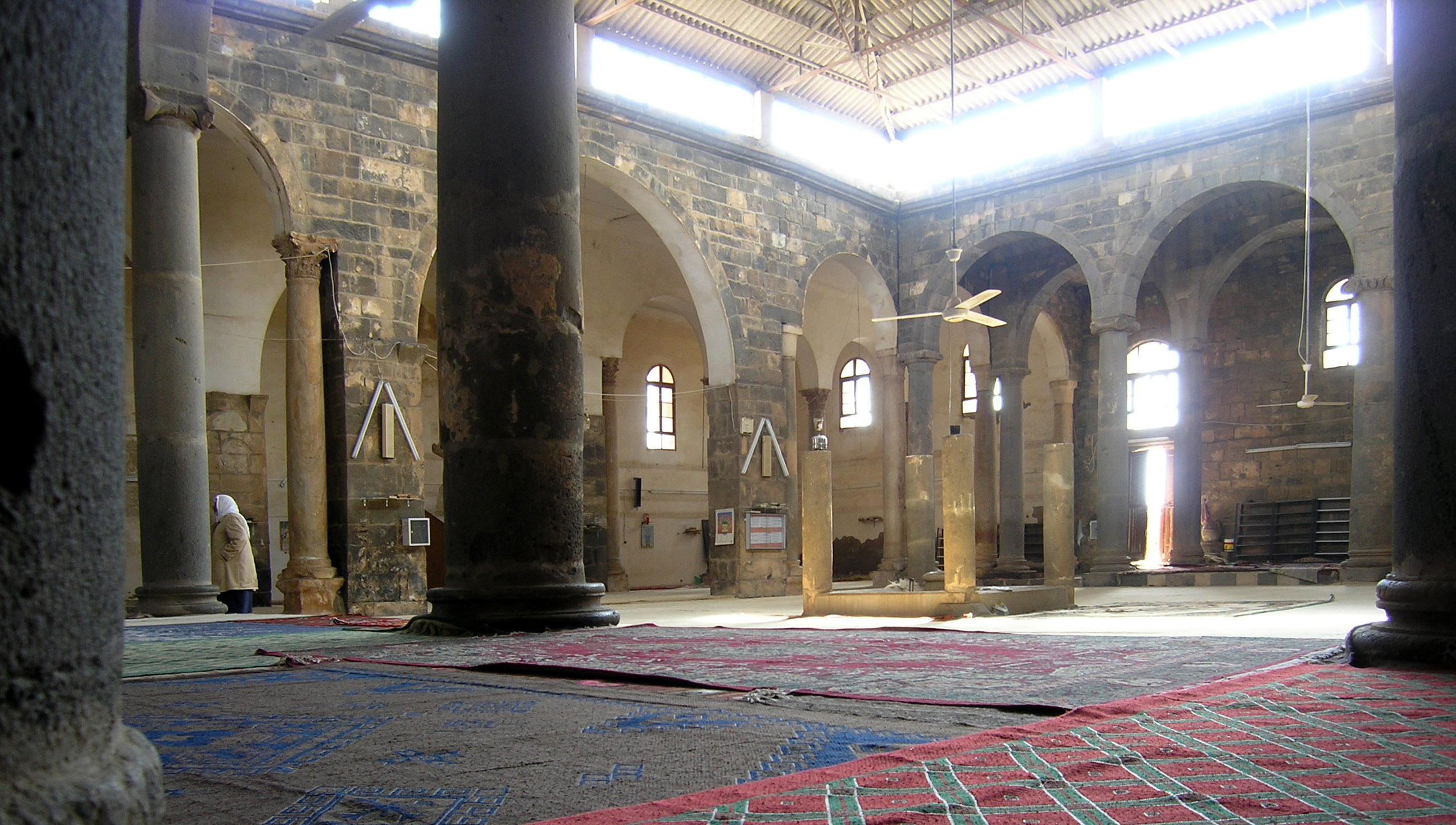
Interieur Omarmoskee

De Omarmoskee is een moskee in de stad Bosra in het gouvernement Daraa in Syrië.
Het is een van de oudste moskeeën die nog steeds in gebruik is. De eerste moskee op die plek is, zo luidt de geschiedenis, gebouwd door Omar ibn al-Chattab, de moslimcommandant die Syrië veroverde. Het huidige gebouw werd tussen 717 en 721 gebouwd onder leiding van de Omajjadische kalief Yazid II. In de 12e en 13e eeuw renoveerden de Ajjoebiden de moskee.
De moskee is gebouwd rondom een binnenplein of sahn met een enkele arcade aan de oost- en westzijde en een dubbele arcade aan de zuidzijde. De zuidzijde is ook de richting van de qibla en de gebedsruimte bevindt zich dan ook aan die kant van de binnenplaats. De binnenplaats werd oorspronkelijk ook gebruikt als markt en rustplek voor de karavanen die door Syrië trokken. Voor de bouw van de moskee is veelvuldig gebruikgemaakt van spolia.
De moskee heeft een van de eerste voorbeelden van een vierkante minaret, die ook voorkomt in de andere grote moskeeën in Damascus en in Aleppo.